# Juan Pablo Carricart Ganivet
Juan Pablo Carricart Ganivet (Ciudad de México, 8 de noviembre de 1960) es un científico mexicano especializado en esclerocronología de corales arrecifales. Es investigador titular de tiempo completo en la Unidad Académica de Sistemas Arrecifales del Instituto de ciencias del Mar y Limnología de la Universidad Nacional Autónoma de México. Es pionero en el desarrollo de técnicas de evaluación de características esclerocronológicas y describió el método de densitometría óptica mediante el uso radiografías de rayos X.

## Trayectoria académica
Realizó sus estudios de licenciatura en biología en la Escuela Nacional de Estudios Profesionales Iztacala de la Universidad Nacional Autónoma de México. Obtuvo una maestría y doctorado en ciencias por la Facultad de Ciencias de la UNAM, y realizó un postdoctorado en el Coral Records Laboratory del Australian Institute of Marine Science.
Fue jefe del Departamento de Biología Marina del Instituto de Investigación Oceanográfica del Golfo y Mar Caribe, DGON‑SECMAR, de 1990 a 1995, y del departamento de Ecología y Sistemática Acuáticas de El Colegio de la Frontera Sur, de 2003 a 2009.
Fungió como presidente de la Sociedad Mexicana de Arrecifes Coralinos de 2013 a 2015.

## Líneas de investigación
Lidera el laboratorio de Esclerocronología de corales arrecifales en la Unidad Académica de Sistemas Arrecifales, del Instituto de ciencias del Mar y Limnología de la UNAM en Puerto Morelos, Quintana Roo. Estudia el efecto del calentamiento del océano sobre el crecimiento de los corales arrecifales, y el uso de los esqueletos de coral como proxys ambientales.
Ha participado activamente en actividades de difusión científica para informar sobre la importancia de los ecosistemas arrecifales y el daño que las actividades humanas les provocan

## Publicaciones destacadas
Ha publicado más de 40 artículos científicos en revistas indizadas y cuenta con más de 2,000 citas. De acuerdo con Google Scholar dentro de sus publicaciones más destacadas se encuentran:
- Sea surface temperature and the growth of the West Atlantic reef-building coral Montastraea annularis. JP Carricart-Ganivet. Journal of Experimental Marine Biology and Ecology 302 (2), 249-260.

- Shifts in coral-assemblage composition do not ensure persistence of reef functionality. L Alvarez-Filip, JP Carricart-Ganivet, G Horta-Puga, R Iglesias-Prieto Scientific Reports 3, 3486/DOI: 10.1038/srep034.

- Growth responses of the reef-building coral Montastraea annularis along a gradient of continental influence in the southern Gulf of Mexico. JP Carricart-Ganivet, M Merino. Bulletin of marine science 68 (1), 133-146.

- Sensitivity of calcification to thermal stress varies among genera of massive reef-building corals. JP Carricart-Ganivet, N Cabanillas-Teran, I Cruz-Ortega, P Blanchon. Plos one 7 (3), e32859.

- Densitometry from digitized images of X-radiographs: Methodology for measurement of coral skeletal density. JP Carricart-Ganivet, B David J., Journal of Experimental Marine Biology and Ecology 344, 67-72.

- Skeletal extension, density and calcification rate of the reef building coral Montastraea annularis (Ellis and Solander) in the Mexican Caribbean. JP Carricart-Ganivet, AU Beltrán-Torres, M Merino, MA Ruiz-Zárate, Bulletin of Marine Science 66 (1), 215-224.